# Comli
COMLI, (COMmunication LInk) är ett kommunikationsprotokoll som utnyttjas i industriella styrsystem. COMLI är ett generellt asynkront och seriellt kommunikationsprotokoll enligt Master/Slave-principen utvecklat av SattControl.